# Bleke baardbuulbuul
De bleke baardbuulbuul (Alophoixus pallidus; synoniem: Criniger pallidus) is een zangvogel uit de familie Pycnonotidae (buulbuuls).

## Verspreiding en leefgebied
Deze soort komt voor in het zuidoosten van Azië en telt zeven ondersoorten:
- A. p. griseiceps: Pegu Yomagebergte (het zuidelijk-centraal Myanmar).
- A. p. robinsoni: Tanintharyi (zuidoostelijk Myanmar).
- A. p. henrici: zuidwestelijk China, oostelijk Myanmar, noordelijk Thailand en noordelijk Indochina.
- A. p. pallidus: Hainan (nabij zuidoostelijk China).
- A. p. isani: noordoostelijk Thailand.
- A. p. annamensis: centraal Indochina.
- A. p. khmerensis: zuidelijk Indochina.

## Status
De grootte van de populatie is niet gekwantificeerd maar de soort wordt omschreven als algemeen tot zeer algemeen. Op de Rode lijst van de IUCN heeft deze soort de status niet bedreigd.